# Скљење
Скљење (слч. Sklené) насељено је мјесто са административним статусом сеоске општине (слч. obec) у округу Турчјанске Тјеплице, у Жилинском крају, Словачка Република.

## Становништво
| Година:    | 1994. | 2004.   | 2014.   | 2024.   |
| ---------- | ----- | ------- | ------- | ------- |
| Број људи: | 874   | 788     | 738     | 666     |
| Разлика:   |       | -9,83 % | -6,34 % | -9,75 % |

| Година:    | 2023. | 2024.   |
| ---------- | ----- | ------- |
| Број људи: | 674   | 666     |
| Разлика:   |       | -1,18 % |

Према подацима о броју становника из 2011. године насеље је имало 768 становника.